# 黄西岙村
黃西嶴村是浙江省溫嶺市石橋頭鎮的一个行政村。
郵政編碼是317516。
黃西嶴原名望仙嶴（在台州話中音與黃西嶴相近），後來誤傳為黃西嶴，沿用至今。